# 대운산
대운산(大雲山)은 대한민국 울산광역시 울주군과 경상남도 양산시와 부산광역시 기장군 경계에 있는 산이다. 동국여지승람과 오래된 읍지에는 불광산(佛光山)이라는 이름으로 표기되어 있다.
남동쪽에 원효대사가 창건했다는 장안사, 동쪽 산기슭에는 내원암이 자리잡고 있다.

## 등산길
- 상대마을 제3주차장 - 내원암 - 대운산 제2봉(670m) - 정상
- 양산시 북부마을 - 610봉 - 정상
- 장안사 - 척판암 - 주능선 - 정상
- 양산시 서창 저수지 - 정상

## 같이 보기
- 한국의 산